# Alinhamento de texto
Alinhamento de texto (conhecido também como Justificar) é um recurso utilizado por processadores de texto, como o Microsoft Word, para distribuir o texto uniformemente entre as margens. O texto justificado proporciona bordas limpas e nítidas ao documento, criando uma aparência mais elegante.

## Exemplos
A tabela a seguir mostra a diferença entre um texto justificado (alinhado à esquerda, e alinhado à direita) e um texto normal, alinhado à esquerda (e irregular à direita).

| Texto Justificado (alinhado à esquerda e à direita) | Texto normal (direita irregular) |
| --- | --- |
| Thy father was delighted and cried out to the servant, ‘Give him a hundred and three gold pieces with a robe of honour!’ The man obeyed his orders, and I awaited an auspicious moment, when I blooded him; and he did not baulk me; nay he thanked me and I was also thanked and praised by all present. When the blood-letting was over I had no power to keep silence and asked him, ‘By God, O my lord, what made thee say to the servant, Give him an hundred and three dinars?’; and he answered, ‘One dinar was for the astrological observation, another for thy pleasant conversation, the third for the phlebotomisation, and the remaining hundred and the dress were for thy verses in my commendation.’” “May God show small mercy to my father,” exclaimed I, “for knowing the like of thee.” | Thy father was delighted and cried out to the servant, ‘Give him a hundred and three gold pieces with a robe of honour!’ The man obeyed his orders, and I awaited an auspicious moment, when I blooded him; and he did not baulk me; nay he thanked me and I was also thanked and praised by all present. When the blood-letting was over I had no power to keep silence and asked him, ‘By God, O my lord, what made thee say to the servant, Give him an hundred and three dinars?’; and he answered, ‘One dinar was for the astrological observation, another for thy pleasant conversation, the third for the phlebotomisation, and the remaining hundred and the dress were for thy verses in my commendation.’” “May God show small mercy to my father,” exclaimed I, “for knowing the like of thee.” |

Era comum para os sistemas de processamento de texto usar fontes mono espaçadas e pacotes concebidos para esses sistemas, muitas vezes permitindo o texto a ser justificado através da inserção de espaços extras entre as palavras nas linhas mais curtas. Isto tem a desvantagem de ficar espaços muito irregulares entre as palavras.
O que se segue é um exemplo de texto justificado em uma fonte mono espaçada, no qual cada caractere, incluindo o caractere de espaço em branco, ocupa a mesma quantidade de espaço horizontal:
```
And indeed  thou shalt never find  a man better versed in affairs
than I, and I am here standing on my feet to serve thee. I am not
vexed  with thee:  why  shouldest  thou be  vexed  with  me?  But
whatever happen I will bear patiently  with thee in memory of the
much kindness thy father shewed me."  "By God," cried I,  "O thou
with tongue  long as  the tail of a  jackass, thou  persistest in
pestering me  with thy prate and  thou becomest more  longsome in
thy long  speeches, when all I  want of thee is to  shave my head
and wend thy way!"

```